# Gracilipsodes aoupiniensis
Gracilipsodes aoupiniensis is een schietmot uit de
familie Leptoceridae. De soort komt voor in het Australaziatisch gebied.